# Iniekcja strumieniowa

Schemat wykonywania kolumn z cementogruntu za pomocą iniekcji strumieniowej

Iniekcja strumieniowa (ang. jet grouting) – metoda geoinżynieryjna, polegająca na rozcięciu i rozdrobnieniu gruntu przez działający dynamicznie strumień wody lub zaczynu cementowego (o prędkości ponad 100 m/s) i utworzenie kolumny tzw. cementogruntu (tworzywa o parametrach wytrzymałościowych od 2 do 10 MPa). Wytrzymałość tworzywa na ściskanie zależna jest od: rodzaju gruntu, rodzaju i klasy cementu, stosunku w/c oraz parametrów pracy wysokociśnieniowego zestawu iniekcyjnego (tzn. ciśnienia z jakim podawany jest iniekt, prędkości podnoszenia monitora, prędkości obrotu monitora).
Najczęściej stosowanym środkiem stabilizującym jest zaczyn cementowy, ale istnieje możliwość użycia innych mieszanek, np. iniekty bitumiczne z dodatkiem bentonitu lub iniekty na bazie żywic syntetycznych. Stosowane są również dodatki poprawiające właściwości spoiw (np. popioły lotne czy środki przyspieszające czas wiązania).
Istnieją trzy warianty metody:
- S (od ang. single) – pojedynczy,
- D (od ang. double) – podwójny (strumień zaczynu otulony powietrzem),
- T (od ang. triple) – potrójny (strumień wody otulony powietrzem, cement podawany inną dyszą).

Iniekcja strumieniowa została wprowadzona na początku lat 70. w Japonii. W Polsce technologię tę w latach 90. wprowadziło na rynek jedno z wrocławskich przedsiębiorstw.
Za jej pomocą wykonywane są również ekrany przeciwfiltracyjne.